# The Adventures of Robin Hood
The Adventures of Robin Hood (en España, Robin de los bosques; en Hispanoamérica, Las aventuras de Robin Hood) es una película de aventuras estadounidense de 1938 dirigida por Michael Curtiz y William Keighley y escrita por Norman Reilly Raine y Seton I. Miller, basada en la leyenda de Robin Hood. Protagonizada por Errol Flynn en el papel principal, Olivia de Havilland como Lady Marian, Basil Rathbone como Sir Guy de Gisbourne y Claude Rains como el príncipe Juan; es considerada una de las mejores películas de aventuras de todos los tiempos.
La película costó más de 2 millones de dólares, la más costosa de Warner Bros. en su tiempo, y fue una de las pocas películas de la década de los 30 filmada en color, y la primera versión en Technicolor del mito de Robin Hood. Fue una producción inusualmente extravagante para el estudio de Warner Bros, que hasta ese momento se había caracterizado por producir películas de gánsteres de bajo presupuesto, pero las películas de aventuras con Errol Flynn habían tenido éxito y esta película fue pensada para aprovechar el momento de éxito. La película fue aclamada por los críticos, y consiguió tres Premios de la Academia: el de Mejor dirección de arte, Mejor banda sonora original y Mejor montaje.
En 1995, la película fue considerada «cultural, histórica y estéticamente significativa» por la Biblioteca del Congreso de Estados Unidos y seleccionada para su preservación en el National Film Registry. Es el top 3 de las 100 mejores películas de acción de todos los tiempos por GQ.

## Trama
Ricardo Corazón de León (Ian Hunter), rey de Inglaterra, es capturado en 1191 en su retorno de la Tercera Cruzada. El hermano traicionero de Ricardo, el príncipe Juan (Claude Rains), usurpa el trono y procede a oprimir a los sajones, utilizando el falso pretexto de pagar el rescate de Ricardo para imponer nuevos tributos que los más pobres no pueden pagar. Robin de Locksley (Errol Flynn), un noble sajón, salva a Much (Herbert Mundin) de ser apresado por el delito de caza furtiva  en el bosque de Sherwood por Guy de Gisbourne (Basil Rathbone).
Solo Robin se opone abiertamente al príncipe Juan. En el castillo de Gisbourne, Robin desafía a Juan, sus seguidores normandos, y a la inicialmente despectiva Lady Marian Fitzwalter (Olivia de Havilland), que hará todo lo que esté en su mano para restaurar a Ricardo en el trono, escapando poco después. Él, su amigo Will Scarlet (Patric Knowles) y Much se refugian en el bosque de Sherwood y reclutan al Pequeño Juan (Alan Hale, Sr.), al fraile Tuck (Eugene Pallette) y otros a la causa. Calificados como proscritos, Robin y su banda luchan contra la tiranía del príncipe Juan.
Robin y sus hombres capturan un gran grupo de normandos que transportaban dinero de impuestos extorsionados a los sajones. Entre los "invitados" de Robin se encuentran Sir Guy de Gisbourne, el cobarde Sheriff de Nottingham (Melville Cooper) y Lady Marian. Al principio, desdeñoso con Robin, Marian se da cuenta de que tiene razón sobre la brutalidad normanda. Robin permite que el humillado Sir Guy y el Sheriff se vayan de Sherwood, diciéndoles que deben agradecer a Lady Marian por permitirles irse.

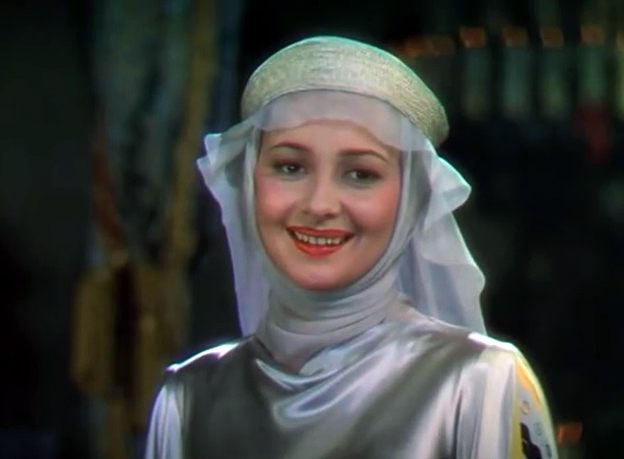
Olivia de Havilland en un fotograma del tráiler, en su papel de Lady Marian.

El Sheriff diseña un ingenioso plan para capturar a Robin al anunciar un torneo de tiro con arco con el premio de una flecha dorada que Marian le presentará. Todo va según lo planeado: Robin no puede resistir la tentación. Él gana el torneo, pero es capturado y sentenciado a la horca. Marian ayuda a los hombres de Robin a rescatarlo de la horca. Cuando luego se escabulle de vuelta al Castillo de Nottingham para verla, se prometen su amor mutuo, pero Marian se niega a irse, creyendo que puede ayudar mejor actuando como espía de Robin.
El rey Ricardo y sus hombres han regresado secretamente a Inglaterra, disfrazados de monjes. En una posada al borde de la carretera, el Obispo de los Canónigos Negros (Montagu Love) lo reconoce y alerta al príncipe Juan. Dickon Malbete (Harry Cording), un caballero degradado, accede a deshacerse de Ricardo a cambio de la restauración de su rango y el señorío y el patrimonio de Robin. Marian escucha su plan y le escribe una nota a Robin, pero Gisbourne la encuentra, la detiene y el príncipe Juan la condena a muerte por traición. La confidente de Marian, Bess (Una O'Connor), envía a Much para advertir a Robin. En el camino, intercepta y mata a Dickon, pero es herido.
Mientras Ricardo y sus caballeros disfrazados viajan a través del Bosque de Sherwood, son detenidos por Robin y sus hombres. Cuando se le preguntó si apoyaba a Ricardo, el incógnito rey lo afirma y es invitado por Robin lo invita a cenar con ellos. Más tarde, cuando Much regresa e informa a Robin sobre el peligro de Marian y que Ricardo está ahora en Inglaterra. Robin ordena una búsqueda para encontrar al Rey y llevarlo a Sherwood por seguridad. En ese momento, Ricardo revela su identidad a los hombres ahora asombrados.
Robin idea un plan para colarse en el Castillo de Nottingham. Coacciona al Obispo de los Cánones Negros para que incluya a sus hombres, disfrazados de monjes, en su entorno para la coronación de Juan. En el gran salón, Ricardo se revela a los nobles reunidos, y se desata un tumulto. Robin y Gisbourne participan en una prolongada lucha con espada, que termina con la muerte de Gisbourne. Robin libera a Marian de su celda de calabozo, y la facción del príncipe Juan es derrotada. Ricardo exilia a Juan y sus seguidores por el resto de su vida y perdona a los hombres de Sherwood. Él eleva a Robin Hood a Baron de Locksley y Earl de Sherwood y Nottingham. Habiendo notado cómo se sienten el uno con el otro, Ricardo también ordena que Robin se case con Lady Marian.

## Reparto
- Errol Flynn - Robin Hood
- Olivia de Havilland - Lady Marian Fitzwalter
- Basil Rathbone - Sir Guy de Gisbourne
- Claude Rains - Príncipe Juan
- Patric Knowles - Will Scarlet
- Eugene Pallette - Fraile Tuck
- Alan Hale, Sr. - Little John
- Herbert Mundin - Much
- Melville Cooper - Sheriff de Nottingham
- Una O'Connor - Bess
- Ian Hunter - Rey Ricardo Corazón de León
- Montagu Love - Obispo de los Canónigos Negros

## Producción

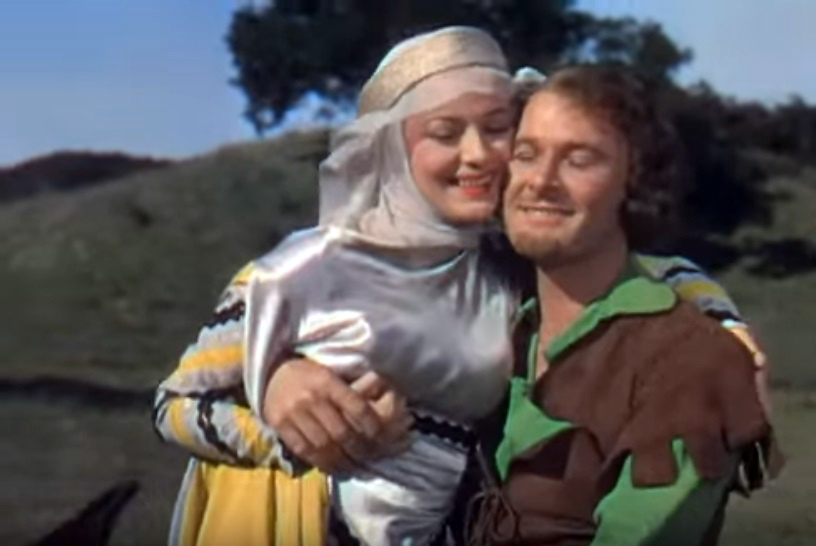
Olivia de Havilland y Errol Flynn en un fotograma del tráiler original.

The Adventures of Robin Hood se produjeron a un costo estimado de $2 millones de dólares de la época, la película más cara que Warner Bros. había hecho hasta ese momento. También fue la primera película de gran presupuesto en color del estudio que utiliza el proceso Technicolor de tres tiras.
James Cagney fue originalmente elegido como Robin Hood, pero abandonó su contrato con Warner Bros., allanando el camino para Flynn, aunque el rodaje se pospuso tres años.
La película fue filmada en diferentes lugares de California. Bidwell Park en Chico reemplazó al Bosque de Sherwood, aunque una escena importante fue filmada en los lugares de California llamados "Lake Sherwood" y "Sherwood Forest", así llamados porque eran los sitios de la producción de Robin Hood de 1922. Se rodaron varias escenas en los estudios Burbank de Warner Bros. y en el Warner Ranch en Calabasas. El torneo de tiro con arco fue filmado en el antiguo Busch Gardens, ahora parte del Lower Arroyo Park, en Pasadena.
Los dobles de riesgo fueron acolchonados con madera de balsa en placas metálicas protectoras, y se les pagó $150 por flecha recibida del arquero profesional Howard Hill. Hill, aunque figura como el capitán arquero derrotado por Robin, fue elegido como Elwen el galés, un arquero visto disparando a Robin en su escape del castillo de Nottingham y, más tarde, derrotado por Robin en el torneo de tiro con arco. Para ganar, Robin divide la flecha de Philip de Arras, un capitán de la guardia bajo Gisbourne, que había golpeado la diana. Un examen de las imágenes de la película en cámara lenta llevó a la especulación que la flecha dividida puede haber sido hecha de bambú y se había dividido previamente, y que las partes se mantenían juntas con pequeños anillos. Buster Wiles -un especialista y amigo cercano de Errol Flynn- sostiene que el truco de división de flecha se llevó a cabo usando una flecha extra grande (para el objetivo) y que la segunda flecha tenía una punta ancha y plana y se disparó a lo largo de un cable. Wiles discute la escena en su autobiografía, My Days With Errol Flynn.
Hill también se puede ver en la escena donde Robin es rescatado de la horca por sus hombres. Oculto en una carreta, dispara a un hombre de armas montado, cuyo caballo es instantáneamente montado por Robin Hood.

### Banda sonora
En 1938, Erich Wolfgang Korngold dirigía la ópera en Austria cuando Warner Bros. le pidió regresar a Hollywood y componer una banda sonora para The Adventures of Robin Hood. Su música es considerada la mejor de su tipo, con una serie continua de secuencias románticas y aventureras impulsadas por el dinamismo de Korngold. El historiador Laurence E. MacDonald señala que hubo muchos factores que hicieron que la película fuera un éxito, incluido su elenco, su fotografía en Tecnicolor y la dirección vertiginosa de Michael Curtiz pero "sobre todo, está la gloriosa música de Korngold". El historiador de cine Rudy Behlmer describe la contribución de Korngold a esta y sus otras películas:

La banda sonora de Korngold fue una espléndida dimensión añadida. Su estilo para los espadachines de Flynn se parecía al de los poetas sinfónicos alemanes de finales del siglo XIX y principios del siglo XX. Incorporó armonías cromáticas, exuberantes efectos instrumentales, clímax apasionados, todos interpretados de una manera generalmente romántica. El estilo original y distintivo de Korngold estuvo influenciado por el leitmotiv wagneriano, el virtuosismo orquestal de Richard Strauss, la delicadeza y el amplio despliegue melódico de Puccini , y el desarrollo de larga duración de Gustav Mahler.

Antes de que Korngold comenzara a componer la banda sonora, Austria fue invadida y anexionada por la Alemania nazi, y su hogar en Viena fue registrado y confiscado. Como eso significó que todos los judíos en Austria estaban ahora en peligro, Korngold permaneció en Estados Unidos hasta el final de la Segunda Guerra Mundial. Más tarde dijo: "Nos considerábamos vieneses, Hitler nos hizo judíos". Korngold afirmó que la oportunidad de componer la banda sonora del puntaje de The Adventures of Robin Hood le salvó la vida.
También le otorgó su segundo Premio de la Academia por Mejor banda sonora original y estableció el estilo sinfónico que luego sería utilizado en películas de acción durante la Edad de Oro de Hollywood. Epopeyas más actuales, como las trilogías de Star Wars e Indiana Jones, también incluyeron partituras sinfónicas originales, pero según su compositor John Williams, ha citado a Korngold como su inspiración en estas bandas sonoras.

## Recepción
Las críticas de la época fueron altamente positivas. "Un espectáculo rico, valientemente adornado, colorido y romántico, que se lanza audazmente a la vanguardia de lo mejor de este año", escribió Frank S. Nugent de The New York Times. "Es el boato cinematográfico en su mejor momento. Un recuento altamente imaginativo del folclore en todos los tonos del Technicolor, que merece un atractivo regreso de la taquilla", afirmó Variety. Film Daily lo llamó "entretenimiento de primera clase" con "excelente dirección" y una "elección ideal" en el casting de Flynn. "¡Excelente entretenimiento!" escribió Harrison's Reports. "La aventura, el romance, la comedia y el atractivo humano se han mezclado hábilmente para dar satisfacción en todos los aspectos (...) El duelo en las escenas finales entre el héroe y su archienemigo es el más emocionante jamás filmado". John Mosher de The New Yorker lo llamó "un asunto rico, llamativo y, a pesar de sus peleas, algo estólido", elogiando la actuación de Flynn y las secuencias de acción pero encontrando que la "excelente colección" de actores secundarios era "algo enterrado bajo la panoplia medieval".
El sitio web Rotten Tomatoes informa que el 100% de los críticos le dieron a la película una opinión positiva, basada en 44 reseñas, con un puntaje promedio de 8,9/10. La película es actualmente la 29.ª en su lista de las películas mejor calificadas en el cine, resumiendo: "Errol Flynn se emociona como el personaje legendario del título, y la película encarna el tipo de aventura familiar imaginativa hecha a medida para la pantalla de plata".

### Taquilla
La película tuvo una buena acogida y se convirtió en la sexta más taquillera del año, con unos 4 millones de dólares de ganancias en una época en la que la entrada costaba menos de 25 centavos. Warner Bros. quedó tan encantada con el resultado que filmó otras dos grandes epopeyas en color antes de que llegara la siguiente década: Dodge City y La vida privada de Elizabeth y Essex.
Una secuela, Sir Robin of Locksley, fue anunciada pero nunca realizada.

### Premios y candidaturas
Para la 11.ª ceremonia de los Premios Óscar, The Adventures of Robin Hood obtuvo tres de los cuatro premios a los que era candidata.
| Año  | Categoría                   | Receptor                           | Resultado |
| ---- | --------------------------- | ---------------------------------- | --------- |
| 1938 | Mejor película              | Warner Bros.                       | Candidato |
| 1938 | Mejor dirección de arte     | Carl Jules Weyl (director de arte) | Ganador   |
| 1938 | Mejor montaje               | Ralph Dawson                       | Ganador   |
| 1938 | Mejor banda sonora original | Erich Wolfgang Korngold            | Ganador   |

Así también, la película es parte de los siguientes listados:
- 2001: 84.ª mejor película de todos los tiempos, según una votación de Channel 4.
- 2001: 100.ª mejor película de suspenso en la lista 100 años... 100 películas de suspense del American Film Institute.
- 2003: Robin Hood de Errol Flynn como el 18.ª mejor héroe en la lista 100 años... 100 héroes y villanos del American Film Institute.
- 2005: 11.ª mejor banda sonora en la lista 100 años de bandas sonoras del American Film Institute.

## Legado
Debido a la popularidad de la película, el nombre e imagen de Errol Flynn quedaron unidos a la figura de Robin Hood a los ojos del público, incluso más que Douglas Fairbanks, quien había interpretado el papel previamente en 1922.
Esta fue la tercera película en emparejar a Flynn y Olivia de Havilland (después de Captain Blood y The Charge of the Light Brigade). En última instancia, protagonizarían juntos nueve películas, la ya mencionada Four's a Crowd (1938), The Private Lives of Elizabeth and Essex (1939), Dodge City (1939), Santa Fe Trail (1940), They Died with Their Boots On (1941) y Thank Your Lucky Stars (1943), aunque no compartieron escenas en la última película.
Las escenas y los trajes usados por los personajes han sido imitados y parodiados interminablemente, por ejemplo, en los cortometrajes animados Rabbit Hood de Bugs Bunny y Robin Hood Daffy del Pato Lucas y el Puerco Porky, ambos de Warner Bros., Goofin' Hood & His Melancholy Men de La Tropa Goofy de Disney; en el largometraje animado Robin Hood (1973) de Disney; y la parodia Robin Hood: Men in Tights (1993), escrita y dirigida por Mel Brooks.